# Торгуемый на бирже фонд
Торгуемый на бирже фонд (англ. exchange-traded fund, ETF), биржевой инвестиционный фонд — индексный фонд, паи (акции) которого обращаются на бирже. Структура ETF как правило повторяет структуру выбранного базового индекса. В отличие от индексного паевого инвестиционного фонда (ПИФ), с акциями ETF можно производить все операции, которые доступны для обыкновенных акций в биржевой торговле. В этом основное преимущество ETF перед ПИФ — операции по акциям ETF могут совершаться в течение всего торгового дня, и их цена меняется в зависимости от активности участников рынка. Фактически ETF является новым видом ценных бумаг, выполняющим роль сертификата на портфель акций, облигаций, биржевых товаров.

## История
- Придумал и создал первый индексный фонд для розничных инвесторов основатель компании The Vanguard Group, Джон Богл, в 1976 году[1]. Созданный фонд копировал структуру индекса, но операции с этим фондом можно было выполнять только за рамками биржевой сессии, что не соответствует концепции ETF, с которой Джон Богл не соглашался, хотя она и базируется на его идее пассивного инвестирования[2].
- 1990 год — первый ETF в Канаде: Toronto Index Participation Fund (TIP 35), листингован на Фондовой бирже Торонто[3].
- 1993 год — первый американский ETF: Standard and Poor’s 500 Depository Receipt (SPDR), следовал за индексом S&P 500, торговался под тикером SPY. Трейдеры называли его «Спайдер» («Паук»).
  - За SPDR последовали фонды Middies (MDY), который отслеживал индекс S&P 400, Dow Diamonds (или DIA) — индекс Dow Jones Industrial Average, QQQ (QQQQ) — индекс NASDAQ-100[4].
- 1996 год — на рынок вышли Barclays Global Investors с iShares.
- 1998 год — появились и приобрели популярность Select Sectors SPDR, каждый из этих ETF представляет сектор S&P 500.
- апрель 2013 года — первый ETF, допущенный на Московскую биржу: FinEx Tradable Russian Corporate Bonds UCITS ETF[5].
- октябрь 2013 года — первый ETF на физический металл (золото): FinEx Physically Held Gold ETF (переименован в FinEx Gold ETF).
- март 2016 года — на Московской бирже первый европейский ETF на российские локальные акции: FXRL.
- октябрь 2023 года — первый ETF, привязанный к фьючерсам на Ethereum[6].

## Сходства и различия ETF и ПИФов
Фонд ETF очень похож на обычный паевой инвестиционный фонд (ПИФ) и несёт в себе все преимущества, которые имеет ПИФ:
- профессиональное управление — в ПИФе его осуществляет управляющий фондом, ETF управляется на уровне Управляющей компании (УК), инвестируя в индекс;
- низкие начальные инвестиции (в ETF минимальные инвестиции ограничены стоимостью одной акции, в ПИФе их уровень задан «Минимальной суммой инвестирования», которая устанавливается УК и агентами по продаже отдельно);
- широкая диверсификация.

Отличие ETF от ПИФов:
- высокая ликвидность биржевых фондов — ETF можно продавать и покупать в течение дня. Минимальную разницу между покупкой и продажей гарантирует маркет-мейкер;
- цена пая ПИФа формируется не на бирже, а рассчитывается в конце дня на основе стоимости чистых активов фонда. Цена акций ETF меняется в течение дня. Также в течение дня доступна информация об индикативной стоимости чистых активов ETF (iNAV);
- паи ПИФов нельзя брать в долг или покупать на средства, взятые в долг. С акциями ETF допустима маржинальная торговля, что позволяет использовать кредитное плечо и «игру на понижение», но делает такие операции более рискованными;
- обычно паи ПИФов обращаются в стране его учреждения. Акции ETF могут торговаться на зарубежных биржах;
- при покупке ETF не взимаются надбавки, при продаже — не взимаются скидки. При покупке и продаже паёв ПИФов через УК или агентов такие дополнительные комиссии могут присутствовать.

## Особенности структуры рынков ETF
Основная особенность ETF — разделение рынка на первичный (выпуск и погашение акций фонда) и вторичный (биржевое и внебиржевое обращение).
На первичный рынок допущены только уполномоченные фондом лица (т. н. авторизованные участники). Они имеют право:
- инициировать выпуск акций то есть обменять корзину ценных бумаг, соответствующую составу индекса, или денежные средства на акции ETF. Для создания эффекта масштаба акции выпускаются крупными блоками, как правило по 50 тыс. акций;
- погасить акции, то есть обменять акции фонда на корзину ценных бумаг.

Вторичный рынок ETF доступен как юридическим, так и физическим лицам без ограничения квалификации. На этом рынке не производится подписка и погашение, сделки купли-продажи производятся по аналогии с акциями компаний.

## Правовая база ETF в различных юрисдикциях

### США
- ETF в США основаны на законе 1940 года об открытых взаимных фондах. Однако при регистрации ETF отказывается от ряда функций, присущих взаимному фонду. Также ETF могут быть структурированы в форме инвестиционного траста. Для регистрации фонда ETF-провайдер подаёт заявку в SEC.
- Американские ETF часто напрямую выплачивают дивиденды, не предлагая реинвестирования.

### Особенности европейских ETF
- Европейские ETF обычно функционируют на базе Директивы о коллективных инвестициях — UCITS (Undertakings for Collective Investment in Transferable Securities). В настоящее время действует UCITS IV[7], принятая в 2009 году. Особенностями фондов, выпущенных в рамках Директивы, является открытость для розничных и институциональных инвесторов, жёсткая регламентация активов, пригодных для инвестирования средств фондов, тщательная регламентация правил управления рисками (например, доля одного актива в портфеле не должна превышать 20 %, а у американских ETF таких ограничений нет), процедур корпоративного управления и раскрытия информации.
- Европейские UCITS ETF могут «паспортироваться» с одного рынка на другой. К примеру, фонд может быть допущен к торгам в Ирландии или Люксембурге, а затем по упрощённой процедуре получить разрешения по всему Европейскому союзу.
- Европейские ETF часто имеют более высокие комиссии, по сравнению с американскими на аналогичных портфелях.
- Европейские ETF часто предлагают выбор между реинвестированием доходов  и выплатами дивидендов.

### Российский аналог ETF
- Торгуемые на бирже фонды как биржевой инструмент получили широкое распространение на Западе. В России с 1 сентября 2012 года был введён новый вид ПИФов — биржевые ПИФы, которые могут считаться российским аналогом ETF.
- В Российской Федерации обращение ETF на бирже регулируется статьёй 51.1 федерального закона ФЗ-39 «О рынке ценных бумаг» и приказом ФСФР 10/5 пз-н от 9 февраля 2010 года.
- В презентации Банка России «О ходе реализации мер по развитию финансового рынка» говорится о сложностях, связанных с созданием отечественного аналога ETF: «Нормы действующего законодательства не позволяют создать инструмент, называемый в западной практике ETF. Биржевые фонды (непрямой аналог ETF в соответствии с Федеральным законом № 156-ФЗ „Об инвестиционных фондах“) существенно отличаются по концепции от ETF».

На начало 2020 года в России насчитывалось 33 биржевых ПИФа и 19 зарубежных ETF имели в России свои представительства.

## Использование институциональными инвесторами
- Биржевые инвестиционные фонды ETF являются разрешённым активом для негосударственных пенсионных фондов (НПФ). Согласно «Положению об установлении дополнительных ограничений на инвестирование средств пенсионных накоплений негосударственного пенсионного фонда» от 2015 года в списке присутствуют 5 ETF, обращающихся на Московской бирже.
- Использование ETF институциональными инвесторами расширяется 5 лет подряд.
- Половина институциональных инвесторов размещает более чем 10 % активов в ETF.
- 50 % инвесторов держит ETF два года и больше (по данным Greenwich Associates, 2014[10]).

## Сравнение ETF и ПИФ
У ETF ликвидность выше, чем у обычных индексных ПИФ, так как операции по акциям ETF могут совершаться в течение всего торгового дня все рабочие дни, и их цена меняется в зависимости от активности участников рынка.
Остальные показатели (платность управления, степень диверсификации, уровень рыночных рисков, глобальная рентабельность) у ETF примерно такие же, как и индексного ПИФа с аналогичным портфелем активов.